# Lockheed P-38 Lightning
P-38 Lightning er et amerikansk jagerfly bygget af Lockheed.
P-38 Lightning blev bygget fra 1941 til 1945 i lidt over 10.000 eksemplarer. Det blev anvendt af US Army Air Forces som jagerbomber i såvel Europa som Asien. 
Flyet genkendes nemt på dets specielle profil med to haler i forlængelse af de to vingemonterede motorer. Flyet er et af få propelfly, der har været tæt på lydmuren i bl.a. styrtdyk. Piloter har berettet om, hvordan flyet har rystet ved ekstrem høj hastighed (ophobning af luftmolekyler forekommer ofte omkring vinger på fly, når hastigheden nærmer sig lydens hastighed), og enkelte beretninger om eksplosionsagtige lyde (sonisk brag) fra spidserne af propelbladene er også blevet rapporteret. Det værste har dog været, at højderorene kunne miste styreevnen pga. turbulens i tynd luft. 
Flyet nød især stor succes i USA's kamp mod Japan i 2. Verdenskrig på grund af flyets store rækkevidde. I sin første udgave havde flyet kun en rækkevidde på 900 miles, men takket være rådgivning fra Charles Lindberg (civil rådgiver), blev flyets rækkevidde forøget til 1.800 miles. 
Det var et tungt bevæbnet fly, og foruden fire Browning 12,7 mm maskingeværer og en 20 mm maskinkanon der var fast udstyr i P-38, kunne flyet bære op mod 1.200 kg af forskellige bomber, raketter m.m.
| Luftfart | Spire Denne artikel om flyvning er en spire som bør udbygges. Du er velkommen til at hjælpe Wikipedia ved at udvide den. |